# Trois femmes, un village
 (mars 2024).
Si vous disposez d'ouvrages ou d'articles de référence ou si vous connaissez des sites web de qualité traitant du thème abordé ici, merci de compléter l'article en donnant les références utiles à sa vérifiabilité et en les liant à la section « Notes et références ».
 (juin 2020).
Trois femmes, un village est une série télévisée burkinabè réalisée par Aminata Diallo Glez et coproduite par la société de production burkinabè Jovial Productions. La série comporte trente épisodes de 26 minutes, et a été diffusée à partir de 2010 sur les chaînes publiques burkinabè.

## Synopsis
Dans le village reculé de Kikideni, situé aux confins de la savane, trois hommes dominent la scène : le chef, le curé et Ladji. Malgré leur autorité, leur quotidien est ponctué de petits conflits burlesques. Ils semblent négliger les femmes de leur entourage, mais derrière chaque grand homme se cache une femme forte.
Téné (Odilia Yonli), première épouse de Ladji (Rasmane Ouédraogo) est une figure discrète mais influente, tandis que Marie (Aminata Diallo Glez ), sa seconde épouse, est curieuse et candide. Laetitia (Leïla Tall ), l'institutrice venue de la ville, est indépendante et suscite la méfiance des conservateurs du village.
Ces trois femmes agissent en coulisse pour corriger les erreurs des hommes et sauver le village de situations délicates. Téné ne se soumet pas aussi facilement qu'elle en a l'air, Marie trouve toujours des solutions aux problèmes machistes, et Laetitia, malgré sa réputation de provocatrice, est profondément attachée à ce village.
Leur complicité permet de maintenir l'illusion que les hommes contrôlent la situation, mais en réalité, ce sont elles qui dirigent discrètement les destinées de Kikideni.

## Distribution

### Rôles principaux
- Halidou Sawadogo : Le chef
- Sarata Traoré : Bibata
- Aminata Diallo Glez : Marie
- Rasmane Ouédraogo : Ladji
- Odilia Yoni : Téné
- Leïla Tall : Laetitia
- Ildevert Méda : Le curé

## Production

### Fiche technique
- Réalisation : Issa Traoré de Brahima
- 1er Assistant de réalisation : Aime Bationo
- 2e Assistant de réalisation : Mahamadou Sawadogo
- Chef Opérateur : Charles Baba Gomina
- Assistant image : Moussa Ouédraogo
- Ingénieur son : Frédéric Kaboré
- Assistante son : Blanche Sanou
- Chef électricien : Ervé Sawadogo
- 1er assistant électricien : Issiaka Ouédraogo
- 2e assistant : Ousmane Yougbare
- 3e assistant : Mohamed Kaboré
- Script : Alphonse Sanou
- Chef décor : Malick Boro
- Assistant décor : Seydou Sawadogo
- Costume : Amed Ouédraogo
- Assistant costume : Amed Gamsoré
- Maquillage : Odette Bayala
- Assistante maquillage : Bibata Ouédraogo
- Direction d'acteurs : Ildevert Méda
- Directeur de casting : Alain Hema
- Photographe : Ibrahim Nikiéma Paparazzi
- Régisseur général : Hermann Traoré
- Régisseur plateau : Idrissa Sawadogo, Amidou Kontliguisinko
- Productrice déléguée : Aminata Diallo Glez
- Directeur de production : Pawendtaoré Yaméogo
- Sécreataire de production : Anick Tougouma
- Chauffeurs : Abdoulaye Belemouisga, Ibrahim Boro, Aziz Diabri, Amed Guire
- Restauratrice : Mme Sanfo
- Montage : Stéphanie Gognies
- Assistant montage : Hermann Ouédraogo
- Mixage son : Frédéric Kaboré
- Etalonnage : Stéphanie Gognies
- Musique : Jean-Paul Bilogo

| Paramètre                                     | Description                     |
| --------------------------------------------- | ------------------------------- |
| Titre original, français et autres            | Trois femmes, un village        |
| Sociétés de distribution (pour la télévision) | Jovial Productions/Burkina Faso |
| Pays d'origine                                | Burkina Faso                    |
| Langue originale                              | Francais , Moré                 |
| Genre                                         | comédie Dramatique              |

## Épisodes
1. Le rival
2. Jamais deux sans trois
3. Madame Laetitia
4. Cure de jouvence
5. La lettre
6. Dis moi que tu mêêêêmes
7. Tontines et tantines
8. Dispirations
9. Tempête dans un canari
10. Le sosie
11. Recenseur censeur
12. Le Ba-ba de l'ABC
13. Le fils prodigue
14. Le fils indigne
15. Mauvaise conduite
16. Feu Ladji
17. Sans queue ni tète
18. Le medium
19. Le bouc
20. Marie et Marie
21. Qui perd gagne
22. Miss Kikideni
23. Pris au piège
24. Chef sans fil
25. La guerre du kiosque
26. Pleine lune
27. Impôts sur l'infortune
28. Profs fessés
29. Le magot (1re partie)
30. Le magot (2e partie)

## Diffusion
- La série a été diffusée en 2012 sur Africable.